# Матешук-Вацеба Леся Ростиславівна
Матешук-Вацеба Леся Ростиславівна — українська вчена-анатом. Доктор медичних наук, професор. Дійсний член НТШ. Голова Лікарської комісії НТШ (2012—2014). Нині очолює кафедру нормальної анатомії ЛНМУ ім. Данила Галицького.

## Біографія
Народилася у Львові. У 1981 закінчила педіатричний факультет Львівського медичного інституту. З 1982 працює там само. У 2016 очолила кафедру нормальної анатомії.

### Наукова діяльність
До сфери наукових інтересів входять закономірності розвитку та вікових змін структурної організації очного яблука та інших органів у пре- і постнатальному періодах онтогенезу; перебудова органів за умов порушення гемоциркуляції, діабету, впливу опіоїдів; можливості корекції патологічних змін структури органів шляхом застосування фармакологічниз препаратів, гіпербаричної оксигенації та лазерного опромінення.
Є автором декількох статей Енциклопедії сучасної України, зокрема написала статті «Остеологія», «Опорно-руховий апарат», «М'язова система», «Міологія»
Вибрані праці
- Нормальна анатомія: навч.-метод. посібник для студ. та викл. мед. ін-тів. — Львів: Поклик сумління, 1997. — 269 с.
- Анатомія людини: підручник для студентів фармацевтичного факультету вищих навчальних закладів. — Вінниця: Нова кн., 2021. — 399 с.